# Chrysolina tangalaensis
Chrysolina tangalaensis é uma espécie de artrópode pertencente à família Chrysomelidae.